# Gryon flavipes
Gryon flavipes är en stekelart som först beskrevs av Alan Parkhurst Dodd 1914.  Gryon flavipes ingår i släktet Gryon och familjen Scelionidae. Inga underarter finns listade i Catalogue of Life.